# شهرستان شادگان
شهرستان شادگان، یکی از شهرستان‌های استان خوزستان است. مرکز این شهرستان، شهر شادگان است. این شهرستان در سال ۱۳۵۸ از شهرستان خرمشهر مستقل گردید.

## موقعیت جغرافیایی
شهرستان شادگان از شمال با شهرستان کارون، از شمال غربی و شمال شرقی با شهرستان اهواز، از شرق با شهرستان بندر ماهشهر، از غرب با شهرستان خرمشهر و از جنوب با شهرستان آبادان همسایه است.

## پیشینه
منطقه شادگان در قدیم با نام دورَگ و بخشی از آن با نام دورق شناخته می‌شد.این نام‌ها در زمان ورود اعراب به صورت دورق و سُرَّق تلفظ شد.
در کنار شادگان قدیم، روستایی به نام بوزی قرار دارد که آن را با باسیان قدیم یکی دانسته‌اند. (یاقوت حموی یکی از تیره‌های ایرانی کرد را باسیان ذکر کرده‌است.)
بعدها طایفه بنی خالد در محل شادگان کنونی ساکن شد و در سال ۱۱۶۰ ه.ق. شیخ سلمان کعبی بر این طایفه غلبه کرد و شادگان کنونی را با نام فلاحیه بنیاد گذاشت.
شادگان، نامی باستانی است که برروی رودخانه طاب، یکی از شاخه‌های رودخانه خیرآباد، نهاده شد. در آغاز دوره پهلوی، این نام قدیمی برای دهکده فلاحیه نیز به‌کار می‌رفت. از سوی سازمان شاهنشاهی، درمانگاهی هم در آنجا ساخته شد.
مُسَعَّر بن مهلهل در سیاحت‌نامه خود (بنا به نقل یاقوت حموی) می‌نویسد:
از رامهرمز به دورق آتشکده‌ها در دشت این منطقه دیدم و در این ناحیه ابنیه عجیبه و معادن بسیار است. در دورق آثار قدیمه از قباد بن دارا باقی است.آنجا گوگرد زرد دریایی دارد که گوگرد آن در جای دیگر یافت نمی‌شود. قومی از راویان به دورق منسوبند.

## مردم
مردم این شهرستان، بطوعمده از عشیره‌های عرب هستند.

## تقسیم‌بندی کشوری
شهرستان شادگان دارای ۳ بخش، ۸ دهستان و ۳ شهر به شرح زیر است:

### شهرستان شادگان
| بخش     | مرکز بخش | جمعیت بخش ۱۳۹۵ | نام دهستان | مرکز دهستان | جمعیت دهستان ۱۳۹۵ | شهر     | جمعیت شهر ۱۳۹۵ |
| ------- | -------- | -------------- | ---------- | ----------- | ----------------- | ------- | -------------- |
| مرکزی   | شادگان   | ۹۸،۹۸۶ نفر     | جفال       | جفال        | ۲۰،۲۶۸ نفر        | شادگان  | ۴۱،۷۳۳ نفر     |
| مرکزی   | شادگان   | ۹۸،۹۸۶ نفر     | آبشار      | نهر جدید    | ۱۴،۳۰۹ نفر        | شادگان  | ۴۱،۷۳۳ نفر     |
| مرکزی   | شادگان   | ۹۸،۹۸۶ نفر     | بوزی       | بوزی        | ۱۱،۷۲۷ نفر        | شادگان  | ۴۱،۷۳۳ نفر     |
| مرکزی   | شادگان   | ۹۸،۹۸۶ نفر     | حسینی      | غریبه       | ۱۰،۹۴۹ نفر        | شادگان  | ۴۱،۷۳۳ نفر     |
| خنافره  | خنافره   | ۲۴،۷۳۳ نفر     | سالمی      | خنافره      | ۱۰،۵۰۴ نفر        | خنافره  | ۳،۸۵۳ نفر      |
| خنافره  | خنافره   | ۲۴،۷۳۳ نفر     | ناصری      | ناصری       | ۱۰،۳۷۶ نفر        | خنافره  | ۳،۸۵۳ نفر      |
| دارخوین | دارخوین  | ۱۴،۷۵۴ نفر     | دریسیه     | دریسیه      | ۵،۰۳۷ نفر         | دارخوین | ۵،۶۵۵ نفر      |
| دارخوین | دارخوین  | ۱۴،۷۵۴ نفر     | دارخوین    | دارخوین     | ۴،۰۶۲ نفر         | دارخوین | ۵،۶۵۵ نفر      |

## جمعیت
براساس سرشماری عمومی نفوس و مسکن در سال ۱۳۹۵، جمعیت شهرستان شادگان برابر با ۱۳۸،۴۸۰ نفر بوده‌است.